# جامع جامع
جامع جامع كان لواء ركن في الجيش السوري وشغل منصب رئيس المخابرات العسكرية في محافظة دير الزور. قتل من قبل المعارضة خلال الثورة السورية. تولى جامع قيادة فرع المخابرات السورية في بيروت حتى عام 2005 كما تولى قبل ذلك مسؤولية الأمن في مطار بيروت الدولي بالتنسيق مع السلطات اللبنانية آنذاك.